# Tama (województwo świętokrzyskie)
Tama – wieś sołecka w Polsce położona w województwie świętokrzyskim, w powiecie koneckim, w gminie Ruda Maleniecka.
W latach 1975–1998 miejscowość administracyjnie należała do województwa kieleckiego.
Dawna nazwa miejscowości to Piaski. Obecna wzięła początek od zapory wodnej znajdującej się nieopodal na rzece. Budowla ta odgrywała rolę zarówno mostu, jak i tamy spiętrzającej wodę na potrzeby zakładu w Machorach. W latach 20. XX wieku, kiedy to przedzielono koryto rzeki Czarnej groblą biegnącą od Machor do Maleńca, zapora przestała pełnić swą pierwotną rolę. O jej istnieniu świadczą zachowane do dziś wały ziemne i pozostałości pali w dnie rzeki.
W pobliskim lesie, za wsią, znajdują się pozostałości cmentarza cholerycznego z końca XIX wieku. Spoczywają tu mieszkańcy okolicznych miejscowości, m.in. Żarnowa i Maleńca, zmarli na cholerę.
Wierni Kościoła rzymskokatolickiego należą do parafii Niepokalanego Serca NMP w Machorach.

## Historia
Tama w drugiej połowie wieku XIX to osada włościańska, w powiecie opoczyńskim, gminie Machory, parafii Żarnów, odległa od Opoczna 24 wiorsty,
W 1982 było tu 5 domów i 29 mieszkańców na 31 morgach. Wchodziła w skład dóbr Machory.
Według spisu powszechnego z roku 1921 we wsi Tama było 14 domów i 94 mieszkańców

## Galeria

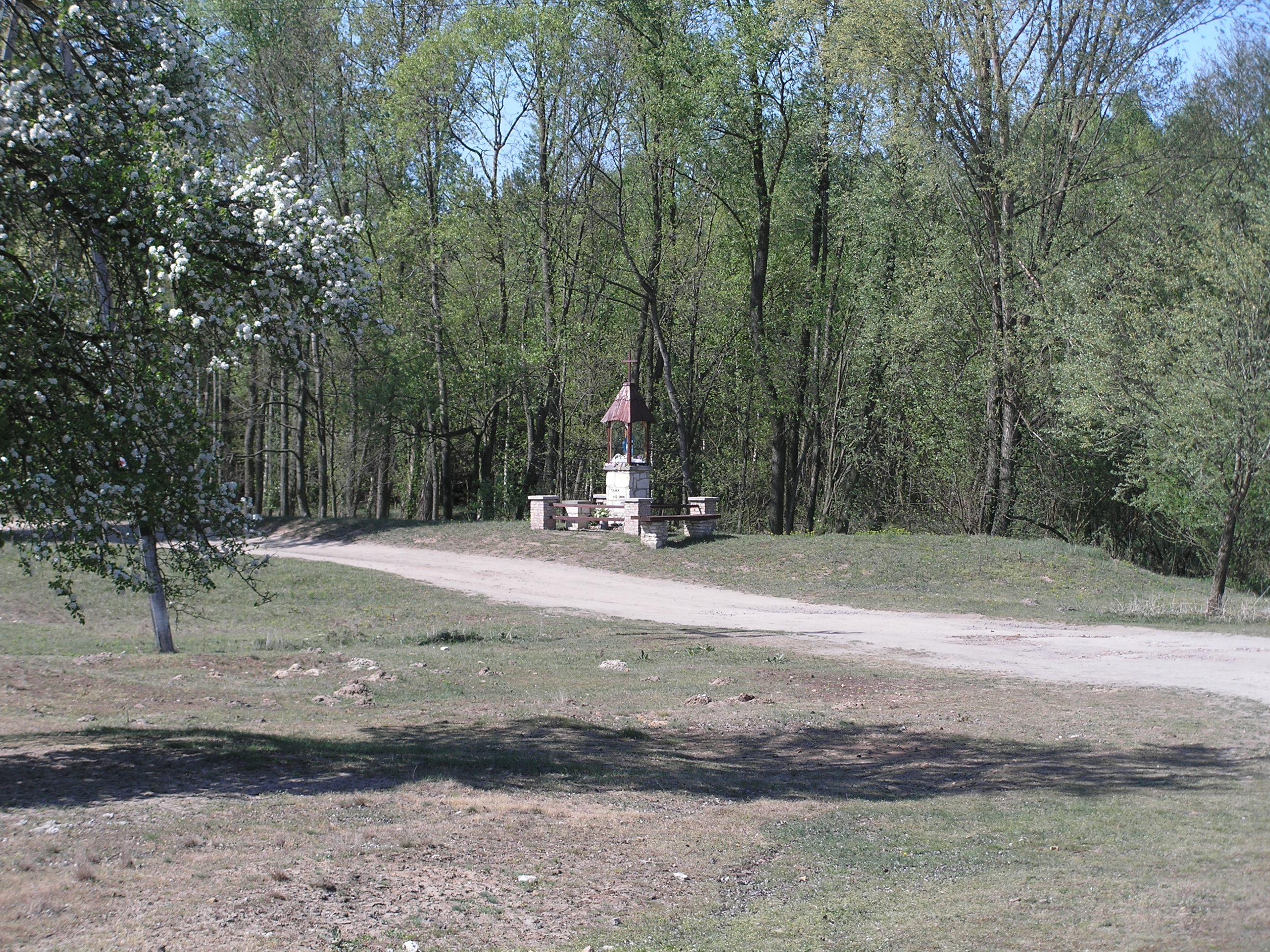
Kapliczka przy wjeździe do wsi od strony Machor
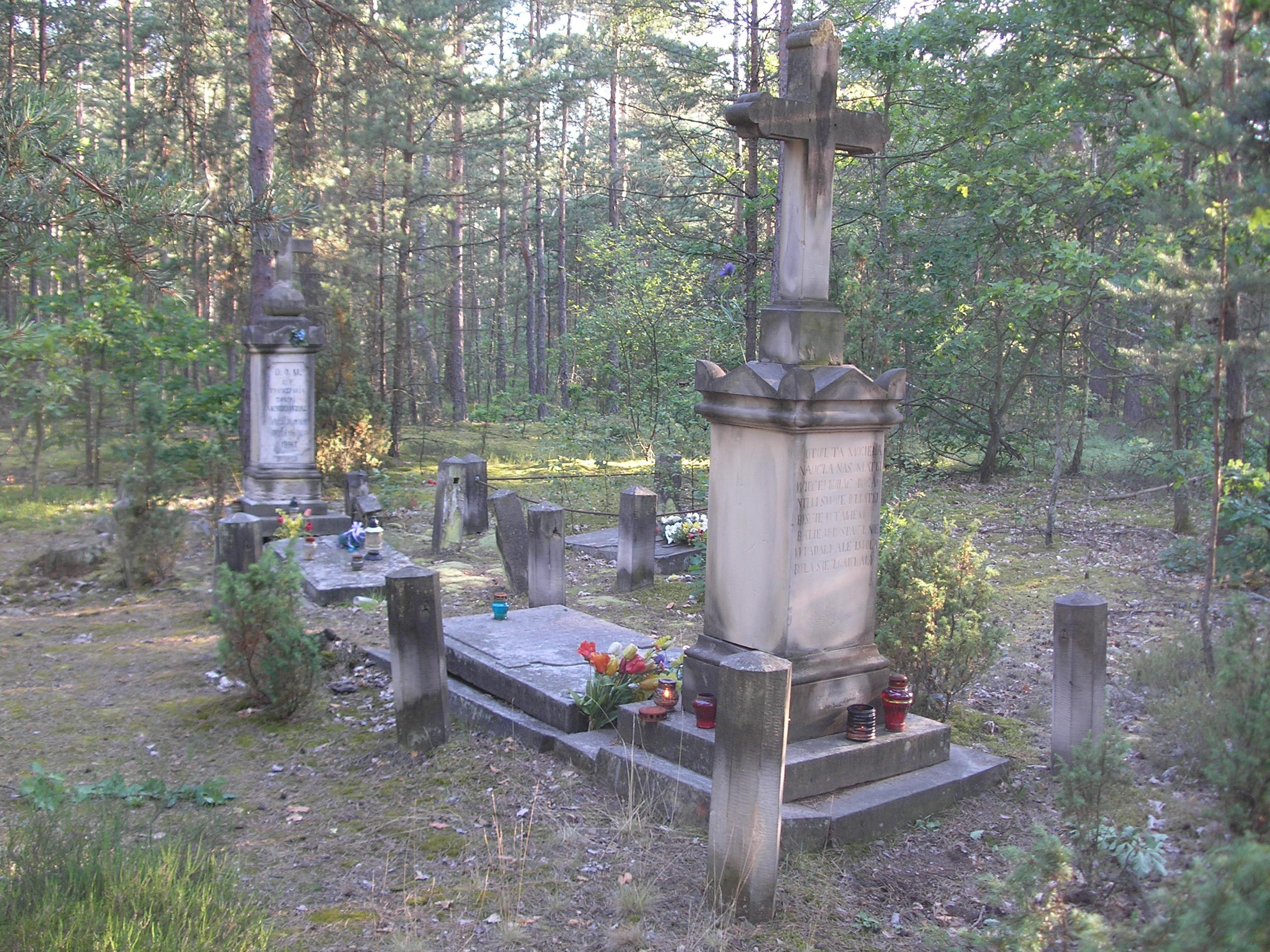
Pozostałości cmentarza w lesie w pobliżu Tamy
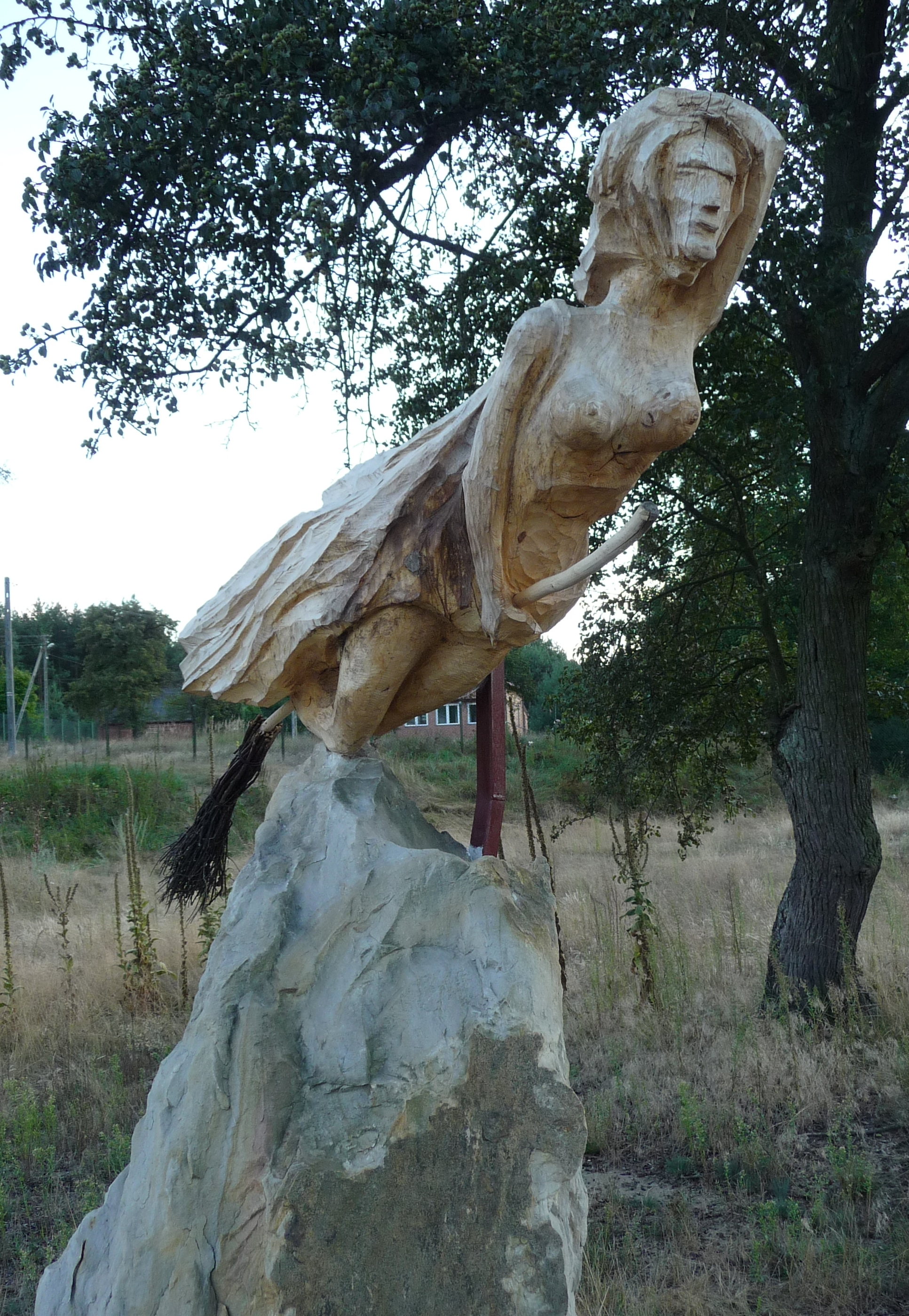
Rzeźba –  czarownica